# می‌خواهم زنده بمانم (فیلم ۱۹۷۶)
«می‌خواهم زنده بمانم» (آلمانی: Ich will leben) یک فیلم است که در سال ۱۹۷۶ منتشر شد. از بازیگران آن می‌توان به هاینتس بننت اشاره کرد.